# Танцующая в темноте
«Танцующая в темноте» (англ. Dancer in the Dark) — музыкальный фильм-драма режиссёра Ларса фон Триера 2000 года. Заключительный фильм трилогии фон Триера «Золотое сердце» («Рассекая волны» — «Идиоты» — «Танцующая в темноте»). Автор музыки и исполнительница главной роли — певица Бьорк.
Фильм удостоен «Золотой пальмовой ветви» Каннского кинофестиваля. Песня Бьорк «I’ve Seen It All» номинировалась на премию «Оскар» как «Лучшая песня».

## Сюжет
Действие происходит в США (штат Вашингтон) в 1964 году. Главная героиня фильма — иммигрантка из Чехословакии Сельма (Бьорк), которая очень любит мюзиклы. Она работает на заводе и живёт с сыном в трейлере, который снимает у городского полицейского. От тягот жизни она находит спасение в своих музыкальных фантазиях.
У Сельмы тяжёлая болезнь, следствием которой является прогрессирующая потеря зрения. «А на что смотреть-то?» — говорит она в одной из сцен. Но эта же болезнь начинает развиваться и у её сына-подростка. И мать тщательно скрывает от других нарастающую потерю зрения, пытаясь ходить и работать вслепую, чтобы скопить деньги, необходимые для излечения мальчика. Этой тайной она делится с полицейским, после того как тот признаётся ей в своей постоянной тревоге: жена тратит больше, чем он может зарабатывать, и он опасается, как бы супруга его не бросила.
Потеря зрения Сельмы прогрессирует. Благодаря своей подруге она успешно скрывает болезнь, но в конце концов из-за её ошибки одна из машин на заводе выходит из строя, и Сельму увольняют. Полицейский, у которого она снимает жильё, подсмотрев, где женщина прячет скопленные на операцию для сына деньги, крадёт их. Попытка Сельмы вернуть свои сбережения заканчивается крайне эмоциональным конфликтом. Полицейский угрожает Сельме пистолетом, и та нечаянно стреляет ему в живот. Полицейский умоляет убить его, и Сельма совершает это. Она успевает отдать деньги за операцию, прежде чем её арестовывают.
На суде её приговаривают к смертной казни через повешение. К ней в камеру приходит её ближайшая подруга, и Сельма рассказывает ей об операции для сына. Сельма готовится к смертной казни, но тут выясняется, что друзьям удалось найти для неё адвоката, который способен добиться смягчения наказания. В ходе его разговора с Сельмой оказывается, что деньги, которые были выплачены адвокату за его работу, являются теми деньгами, которые Сельма отдала на лечение сына. Сельма ссорится с подругой, которая пытается доказать, что её ребёнку живая мать нужнее, чем зрение. Но Сельма непреклонна. Она делает выбор: лучше пусть её сын живёт один и видит этот мир, чем они оба будут жить слепыми.
Смертный приговор приводят в исполнение.

## В ролях
| Актёр             | Роль                                    |
| ----------------- | --------------------------------------- |
| Бьорк             | иммигрантка Сельма Же́скова              |
| Катрин Денёв      | Кэти (Квальда) коллега и подруга Сельмы |
| Дэвид Морс        | полицейский Билл Хьюстон                |
| Петер Стормаре    | Джефф влюблённый в Сельму знакомый      |
| Кара Сеймур       | Линда Хьюстон жена Билла                |
| Шивон Фэллон      | Бренда охранница в изоляторе            |
| Джоэл Грей        | Олдрич Новый                            |
| Владица Костич    | Джин двенадцатилетний сын Сельмы        |
| Жан-Марк Барр     | Норман                                  |
| Винсент Патерсон  | Сэмюэль                                 |
| Стеллан Скарсгард | Окулист                                 |
| Удо Кир           | Доктор Покорный                         |
| Желько Иванек     | Прокурор                                |
| Йенс Альбинус     | Морти                                   |
| Майкл Флессас     | Сердитый мужчина в кинотеатре           |

## Создание
Выход фильма в прокат сопровождался многочисленными скандалами, а после того как стало известно, что документальный фильм о съёмках «Танцующей в темноте» под названием «Сотни глаз» поступит в свободную продажу, Бьорк даже собиралась подать на Ларса фон Триера в суд. Она слишком вжилась в образ Сельмы и восприняла эту документальную ленту как вторжение в свою личную жизнь. Известно высказывание Катрин Денёв, что Бьорк ещё десять лет не сможет спокойно обсуждать эту роль и этот фильм.
Изначально Джеффа должен был играть Стеллан Скарсгард, но из-за занятости в фильме «Абердин» (2000, режиссёры Ханс Петтер Муланд, Тони Спатаро) он появился всего в двух сценах в качестве доктора-окулиста Сельмы.
Роль Кэти по первоначальному замыслу предназначалась для афроамериканской актрисы, но ради Катрин Денёв, которая очень хотела поучаствовать в новом проекте мэтра, фон Триер переписал сценарий.
В начале фильма, в сцене, когда рабочие покидают фабрику, около стоянки можно заметить мужчину и женщину с двумя детьми. Женщина — это Бенте фон Триер, жена режиссёра, дети — двое сыновей Ларса фон Триера. Триер хотел появиться в фильме в камео — он должен был играть сердитого мужчину, который отчитывает Сельму и Кэти в кинотеатре, но потом отдал эту роль другому актёру.
Имя судьи — Э. Д. Мэнтл. Это дань уважения Энтони Доду Мэнтлу, который был оператором в трёх фильмах, относящихся к направлению Догма 95 («Торжество», «Последняя песнь Мифуне» и «Джулиан-осёл»).

## Саундтрек
Оригинальная музыка для фильма написана Бьорк, тексты для песен написаны ею самой, Ларсом фон Триером и исландским поэтом Сьоном Сигурдсоном. Кроме того, в фильме использована музыка Ричарда Роджерса из мюзикла «Звуки музыки». Саундтрек фильма отличается совмещением классических аранжировок со звуками бытовых объектов, таких как шум, производимый заводскими машинами и поездом.
Альбом с саундтреком вышел в сентябре 2000 года. В альбоме отсутствует вокал актёров Дэвида Морса, Кары Сеймур и Владицы Костича. В песне «I’ve Seen It All» партию, исполненную в фильме Петером Стормаре, поёт Том Йорк. Кроме того, тексты некоторых песен альбома существенно отличаются от текстов песен, прозвучавших в фильме, что особенно заметно в треке «Scatterheart». Возможно, тексты были изменены, чтобы не раскрывать важные детали сюжета (саундтрек поступил в продажу раньше, чем фильм начал демонстрироваться в кинотеатрах), или чтобы запись выглядела более самостоятельным альбомом. Трек «My Favorite Things» в альбоме отсутствует.
Композиции, прозвучавшие в фильме (в порядке появления):
1. Overture
2. Cvalda (с Катрин Денёв)
3. I’ve Seen It All (с Петером Стормаре)
4. Smith & Wesson (с Дэвидом Морсом, Карой Сеймур и Владицей Костичем) (присутствует в альбоме под названием «Scatterheart»)
5. In the Musicals (Pt. 1)
6. In the Musicals (Pt. 2)
7. My Favourite Things
8. 107 Steps (с Шивон Фэллон)
9. The Last Song
10. New World

Композиция «107 Steps», звучащая, когда Сельма идёт на эшафот, изначально называлась «141 Steps» и была немного длиннее. Однако впоследствии фон Триер посчитал этот фрагмент фильма слишком затянутым и сократил путь Сельмы на 34 шага. Соответственно композиция стала короче и изменила название. Композиция «Overture», по замыслу фон Триера, должна была звучать перед началом фильма, когда в зале уже погас свет, а занавес ещё не поднят. Но против этого выступили американские дистрибьюторы, заявившие, что в США нет занавесов  в  кинотеатрах, а киномеханики могут не включить звук, если на экране нет изображения. В итоге композиция стала звучать на фоне коллажа акварелей Пера Киркебю, мужа Вибеке Винделов, одного из продюсеров картины.

## Стиль
Большая часть фильма снята на ручную цифровую камеру, чтобы создать впечатление документальности, как и в предыдущих работах фон Триера, находившихся под влиянием «Догмы 95». Однако фильм нельзя назвать принадлежащим к «Догме», поскольку её правила, в частности, запрещали «мнимое действие» (убийства, стрельбу и тому подобное), сюжеты, действие которых происходит в другое время или в другой стране, и использование музыки, не звучащей реально в снимаемой сцене. Триер отделяет музыкальные эпизоды от остальной части фильма, снимая их на статическую камеру и с применением более ярких цветов.

## Критика
Реакция критиков на фильм была смешанной. Были высоко оценены его стилистические новшества. Роджер Эберт заявил, что «Танцующая в темноте» «разрушает стены привычек, нагромождённые вокруг огромного количества фильмов, и возвращает к истокам. Это смелый и дерзкий жест». Однако сюжетная линия подверглась значительной критике. Джонатан Форман из New York Post назвал фильм «дешёвой подделкой» и заявил, что фильм «настолько безжалостен в своей манипулятивной сентиментальности, что будь он снят в более традиционной манере режиссёром-американцем, его посчитали бы дурной шуткой».
Рейтинг фильма на сайте-агрегаторе рецензий Rotten Tomatoes в настоящее время составляет 69 %.

## Награды

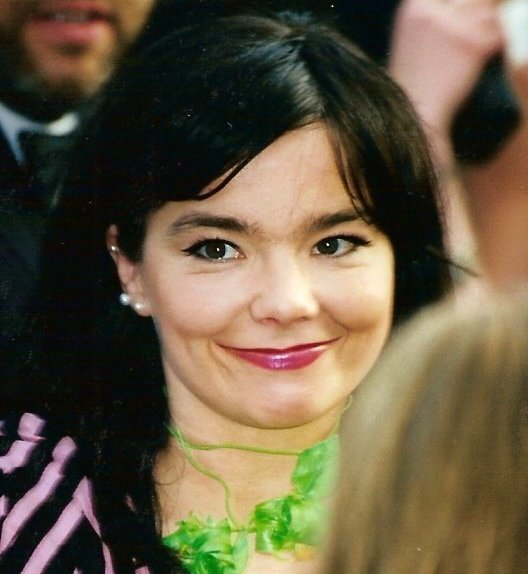
Бьорк на Каннском фестивале 2000 года

Премьера «Танцующей в темноте» состоялась на Каннском фестивале 2000 года, где фильм завоевал Золотую пальмовую ветвь, а Бьорк получила приз за лучшую женскую роль. Песня «I've Seen It All» была номинирована на «Оскар» за лучшую песню.
Награды
- Премия Японской киноакадемии — Лучший иностранный фильм
- Бодиль (Дания) — Лучшая главная женская роль (Бьорк)
- Каннский кинофестиваль — Лучшая женская роль (Бьорк)
- Каннский кинофестиваль — Золотая пальмовая ветвь (Ларс фон Триер)
- Премия «Эдда» (Исландия) — Лучшая актриса (Бьорк)
- Премия Европейской киноакадемии — Лучшая актриса (Бьорк)
- Премия Европейской киноакадемии — Лучший фильм
- «Спутник» — Лучшая песня («I've Seen It All»)
- Премия «Гойя» — Лучший европейский фильм (Ларс фон Триер)
- Независимый дух — Лучший иностранный фильм (Ларс фон Триер)

Номинации
- «Оскар» — Лучшая песня («I’ve Seen It All»)
- Бодиль — Лучший фильм
- BRIT Awards — Лучший саундтрек
- Camerimage (Польша) — Золотая лягушка
- Ассоциация кинокритиков Чикаго — Лучшая актриса (Бьорк)
- Ассоциация кинокритиков Чикаго — Лучшая музыка к кинофильму
- Cinema Writers Circle Awards (Испания) — Лучший иностранный фильм
- «Сезар» (Франция) — Лучший фильм на иностранном языке
- «Золотой глобус» — Лучшая женская роль в драматическом фильме (Бьорк)
- «Золотой глобус» — Лучшая песня («I’ve Seen It All»)
- «Спутник» — Лучший фильм — драма
- «Спутник» — Лучшая женская роль (Бьорк)
- «Спутник» — Лучшая актриса второго плана (Катрин Денёв)